# Rath/Heumar
Rath/Heumar ist ein rechtsrheinischer Stadtteil von Köln im Stadtbezirk Kalk, der als Doppelort im Rahmen der NRW-Gebietsreform 1975 aus den Orten Rath und Heumar geschaffen wurde.
Rath/Heumar ist Teil des Bergischen Landes.

## Lage

Ortseingangs-schild von Rath/Heumar

Rath/Heumar liegt an der östlichen Stadtgrenze und grenzt im Osten an den Waldrand des Naherholungsbereiches Königsforst vor den Höhen des Bergischen Landes und an die Bergische Heideterrasse. Im Osten befinden sich Bergisch Gladbach und Rösrath, im Süden der Ortsteil Eil, im Westen Gremberghoven und Ostheim, im Nordwesten Neubrück und im Norden Brück. Aufgrund der Lage ist Rath/Heumar eine bevorzugte Wohngegend mit mehreren Siedlungen von Einfamilienhäusern.

## Geschichte

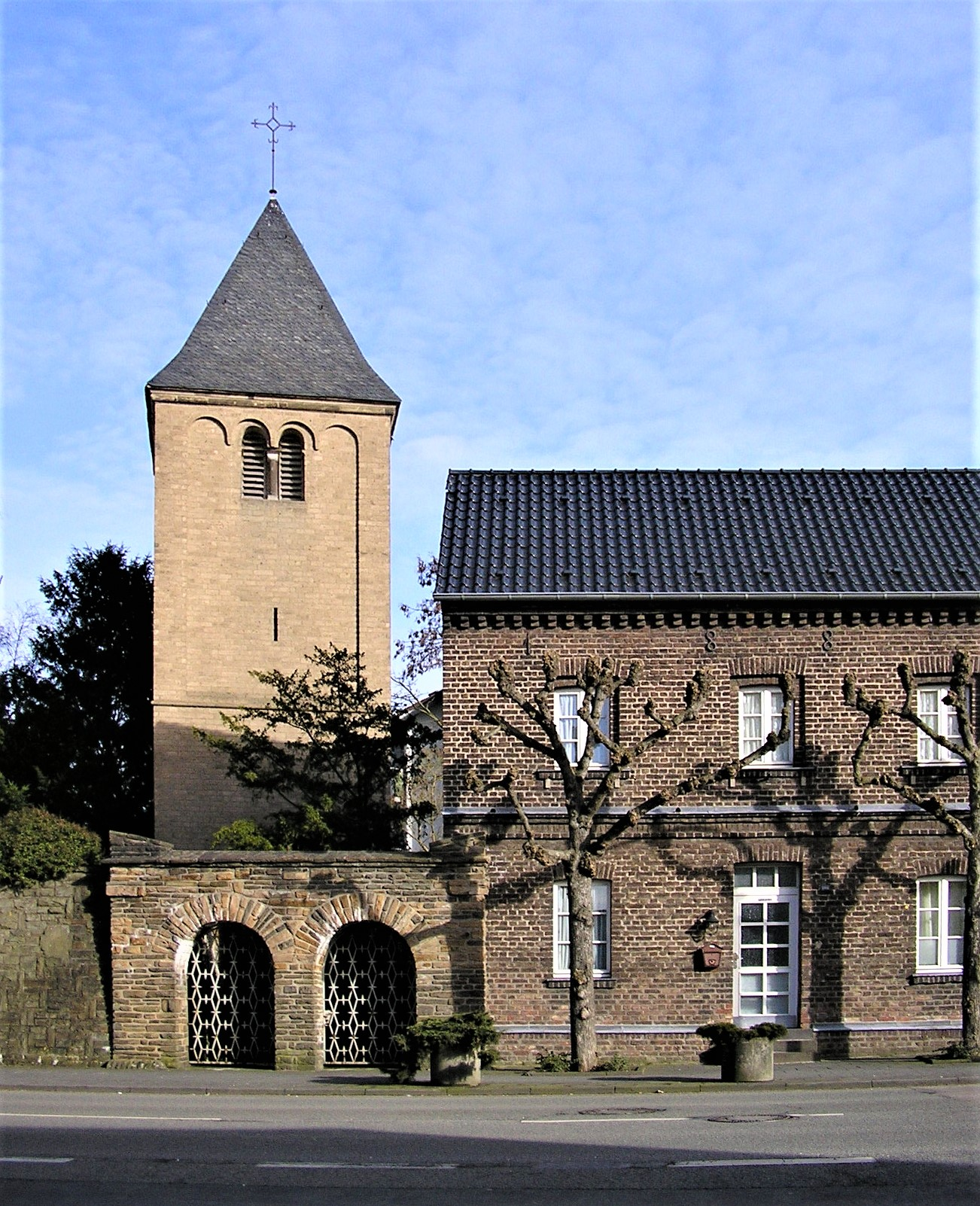
Romanischer Turm der früheren Pfarrkirche Alt St. Cornelius in Rath

Schon in vorgeschichtlicher Zeit war der Ort bewohnt, wie ein Faustkeilfund aus der Steinzeit und Grabhügelfelder aus der Hallstattzeit östlich des Mauspfades belegen. Bereits in der vorchristlichen Zeit, und nach heutiger Forschung bereits in keltischer und später der germanischen Zeit, existierte der heutige Mauspfad als Fernhandels- und Militärweg.
Seit dem Mittelalter gehörten Heumar und Rath zum Amt Porz im Herzogtum Berg. Mit der Errichtung des Großherzogtums Berg (1806) und der Neugliederung der Verwaltung nach französischem Vorbild (1808) kamen Rath und Heumar an die Mairie Heumar im Kanton Mülheim im Arrondissement Mülheim im Département Rhein. Seit 1815 waren Rath und Heumar ein Teil des Königreichs Preußen und seit 1816 gehörten die beiden Orte zum Kreis Mülheim am Rhein. Rath gehörte zur Bürgermeisterei Merheim und Heumar war der namensgebende Hauptort der Bürgermeisterei Heumar.
Rath kam bereits 1914 mit der gesamten Bürgermeisterei Merheim an die Stadt Köln. Aus der Bürgermeisterei Heumar wurde 1928 das Amt Heumar, das noch im gleichen Jahr in Amt Porz umbenannt wurde. Am 1. Juli 1929 wurde das benachbarte Amt Wahn (die ehemalige Bürgermeisterei Wahn) in das Amt Porz eingegliedert, das seit 1932 zum Rheinisch-Bergischen Kreis gehörte.
Der Doppelort Rath/Heumar besteht als offizieller Stadtteil erst seit der Gebietsreform NRW im Jahre 1975, als mit der Eingemeindung der Stadt Porz nach Köln der Porzer Stadtteil Heumar (noch erkennbar an der Bezeichnung des Bahnhofs Porz-Heumar) mit dem bereits vorher zu Köln eingemeindeten Rath zusammengelegt wurde, wobei eine Zusammenlegung der beiden Orte, deren Grenze zum Teil durch die zwei Straßenseiten der Rösrather Straße hindurch verlief, bereits im Jahre 1934 durch den Porzer Bürgermeisters Hermann Oedekoven angedacht wurde.
Im Laufe der Zeit sind die Orte immer weiter zusammengewachsen. Insbesondere nachdem der Heumarer Festplatz gegenüber der Kirche St. Cornelius mit Mehrfamilienhäusern bebaut wurde und als Festplatz nun auch seitens der Heumarer Vereine der Dorfplatz vor dem Bürger- und Vereinszentrum, der ehemaligen Rather Volksschule, für Feierlichkeiten genutzt wird. Während bis einige Jahre nach der Eingemeindung Heumars dort noch das Porzer Stadtwappen verbreitet war, wird heute meist das bereits lange vor der Eingemeindung genutzte „Freundschaftswappen“, welches den sogenannten „Alten Turm“ im Grenzbereich zwischen Rath und Heumar als verbindendes Element zeigt, verwendet. Die Elemente dessen wurden von vielen Ortsvereinen in ihre eigenen Logos integriert, so zum Beispiel in das von der Interessengemeinschaft Handel und Gewerbe Rath/Heumar.

## Bevölkerungsstatistik
Struktur der Bevölkerung von Köln-Rath/Heumar (2021):
- Durchschnittsalter der Bevölkerung: 45,4 Jahre (Kölner Durchschnitt: 42,3 Jahre)
- Ausländeranteil: 11,0 % (Kölner Durchschnitt: 19,3 %)
- Arbeitslosenquote: 6,1 % (Kölner Durchschnitt: 8,6 %)

## Bergbau
Entlang des Mauspfads und beim Bau der Bundesautobahn 3 hat man bei Ausgrabungen hallstattzeitliche Rennöfen gefunden, in denen Raseneisenstein verhüttet worden ist. Am östlichen Rand von Köln-Rath/Heumar wurde im Königsforst seit der Mitte des 19. Jahrhunderts Bergbau auf Blei- und Zinkerz sowie auf Eisenerz betrieben. Zu erwähnen sind die Bergwerke Grube Copernicus, Grube Königsforst und Grube Quirin.

## Bebauung und Wirtschaft
Zwei Schlösser, im Süden Haus Röttgen und im Norden Haus Rath, rahmen mit weiten Grünflächen und Waldungen die Orte.
Mehr als tausend Jahre lebten die Menschen hier von Ackerbau, Viehzucht und Forstwirtschaft.
Neben den beiden Rittergütern prägten weitere große Höfe, um die sich Häuser gruppierten, das Ortsbild.
Die Rather Burg, die im 19. Jahrhundert durch einen Brand zerstört wurde, war eine Wasserburg, von einem Graben umgeben. Lediglich Reste des Grabens und die Kapelle sind von der Lützerathstraße aus zu sehen.
Siedlungen entstanden am Durchhäuser Hof, der schon um 1.000 n. Chr. beurkundet ist und zu dem ein Dutzend lehnsabhängige Höfe gehörten. Weitere am Felderhof (heute Wikingerstraße), am Maarhäuser Hof, auch gegenüber von Haus Rath und dem Strundener Hof an der Lützerathstraße in die Rösrather Straße und am Marcellenhof an der Einmündung Lützerathstraße in die Rösrather Straße. Zwei ehemalige Rheinrinnen der Niederterrasse – Rheinisch: Maar oder Fock – gaben die Ortsstruktur vor, sie bestimmten den Verlauf der Straßen und die Lage der Häusergruppen. Daher zeugt noch der Name Fockerweg. Noch bis in die sechziger Jahre des vorigen Jahrhunderts kam es durch diese Altarme des Rheins gelegentlich zu Überschwemmungen. Die Rather flohen dann auf den so genannten Flohberg, einen Hügel an der Rösrather Straße zwischen Rath und Ostheim. Erst seit der Eindeichung von Flehbach und Strunder Bach im Königsforst gibt es in Rath/Heumar keine Überschwemmungen mehr.

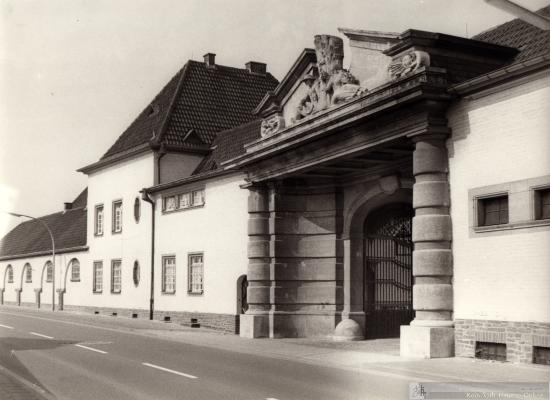
Der Maarhäuser-Hof in Heumar

Das Zentrum des Ortes lag an der Einmündung der Eiler in die Rösrather Straße, wo sich einstmals die beiden Altarme begegneten, wo die Grenzlinie beider Orte verläuft. Die agrarische Wirtschaftsform bedingte die Gewerbestruktur des Ortes: Schmiede, Sattler, Stellmacher, Schuhmacher und Schneider kamen in der Regel ins Haus. Nach Ausbau der Eisenbahnlinie siedelten sich vermehrt Gewerbebetriebe an. Der größte Arbeitgeber wurde 1912 die Fabrik Gelochte Bleche (später Meyers Fabrik) in der Porzer Straße mit eigenem Gleisanschluss.
Da man meist noch Selbstversorger war, fanden nur wenige Krämer mit Kolonialwaren ihr Auskommen.
Im Westen Raths, an der Grenze zu Neubrück befindet sich ein ca. 23 Hektar großes Baggerloch, welches ehemals als Kiesgrube fungierte. Obwohl jegliches Betreten des umzäunten Areals verboten war, galt der See über die Ortsgrenzen Raths hinaus bereits als beliebter Badeort. 2023 ging jedoch das Strandbad mit überwachtem Schwimmbereich, großem Sandstrand und Liegewiesen sowie Beachclub und Beachbar offiziell in Betrieb. 
Planungen, welche an dem See eine Wasserskianlage vorsehen, stießen bei den Bürgern auf Kritik. Das Vorhaben wurde letztendlich jedoch durch den Rat der Stadt Köln genehmigt.

### Schloss Röttgen
Prägend für den Ortsteil Heumar ist das über zwei Quadratkilometer große Gelände von Schloss Röttgen. Im Mittelalter als Rittersitz erbaut, wurde dort 1866 ein neues, bis heute bestehendes Herrenhaus errichtet. Auf diesem Gelände, das von einer acht Kilometer langen Mauer (Mülhens' Mauer) umgeben ist, gründete Peter Mülhens 1924 das Gestüt Röttgen, das seitdem zu den bedeutenden Vollblutgestüten Deutschlands zählt.

## Verkehr und Naherholung

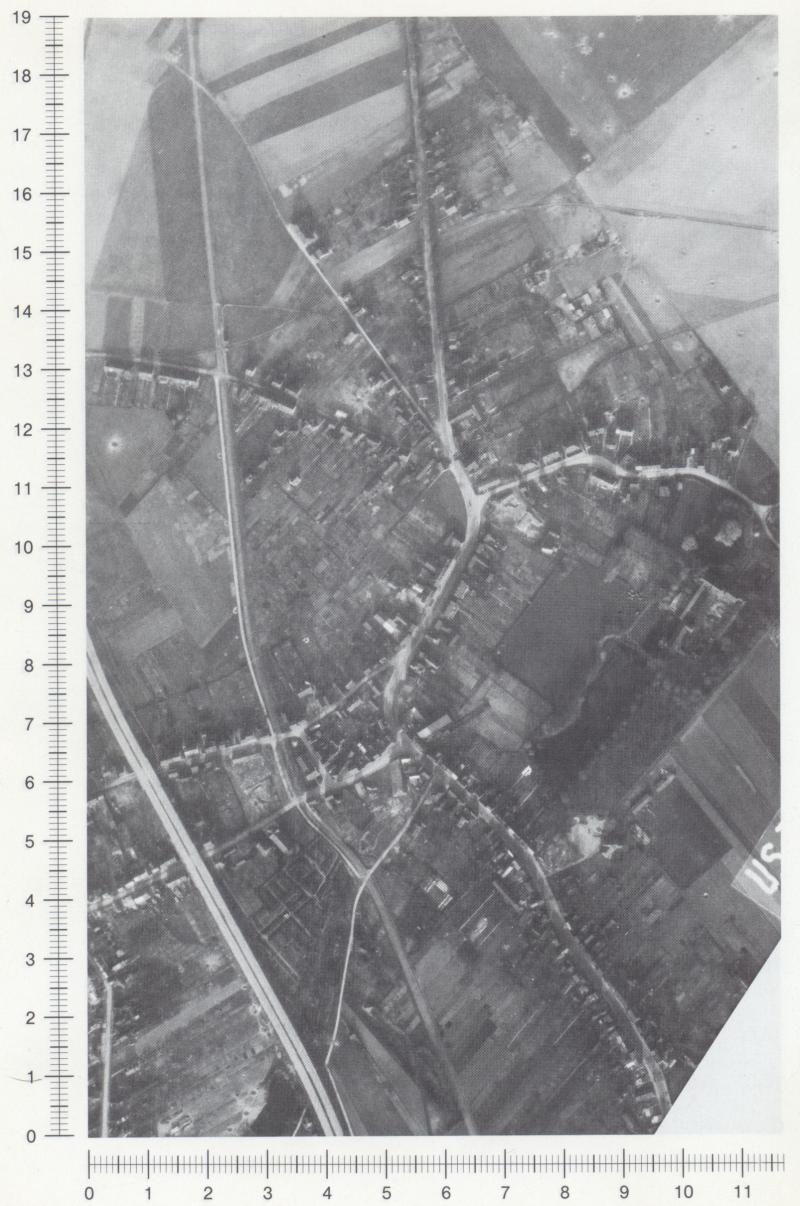
Luftaufnahme der Royal Air Force, 1945

Die verkehrstechnische Erschließung begann mit dem Ausbau der Rösrather Straße im Jahre 1857. Die Autobahn nach Süden zerschneidet seit 1936 den Ort, im Westen liegt das Heumarer Dreieck. Seit 1904 fährt die Stadtbahn-Linie 9 (ehemals Linie K) der Kölner Verkehrs-Betriebe bis zur Endhaltestelle Königsforst.
| Linie | Verlauf / Anmerkungen | Takt (Mo–Fr) |
| ----- | --- | ------------ |
| 9     | Sülz – Zülpicher Straße/Gürtel – Universität – Dasselstraße/Bahnhof Süd – Zülpicher Platz – Neumarkt – Heumarkt – U Bf. Deutz/Messe – U Deutz Technische Hochschule – U Kalk Post – U Kalk Kapelle – U Vingst – Ostheim – Rath/Heumar – Königsforst | 10 min       |

Als Folge des Ausflugverkehrs entstanden am Mauspfad u. a. Cafés, Restaurants und ein Hotel. 1910 wurde die Eisenbahnlinie von Kalk nach Overath gebaut, Heumar erhielt einen Bahnhof. Der letzte planmäßige Personenzug hielt hier am 1. Juni 1991, heute dient er nur noch als Betriebsbahnhof. Die Buslinie 423 der RVK GmbH verbindet den Ort mit Rösrath, Bergisch Gladbach und seit dem Fahrplanwechsel 2019/2020 auch mit dem Köln/Bonner Flughafen.

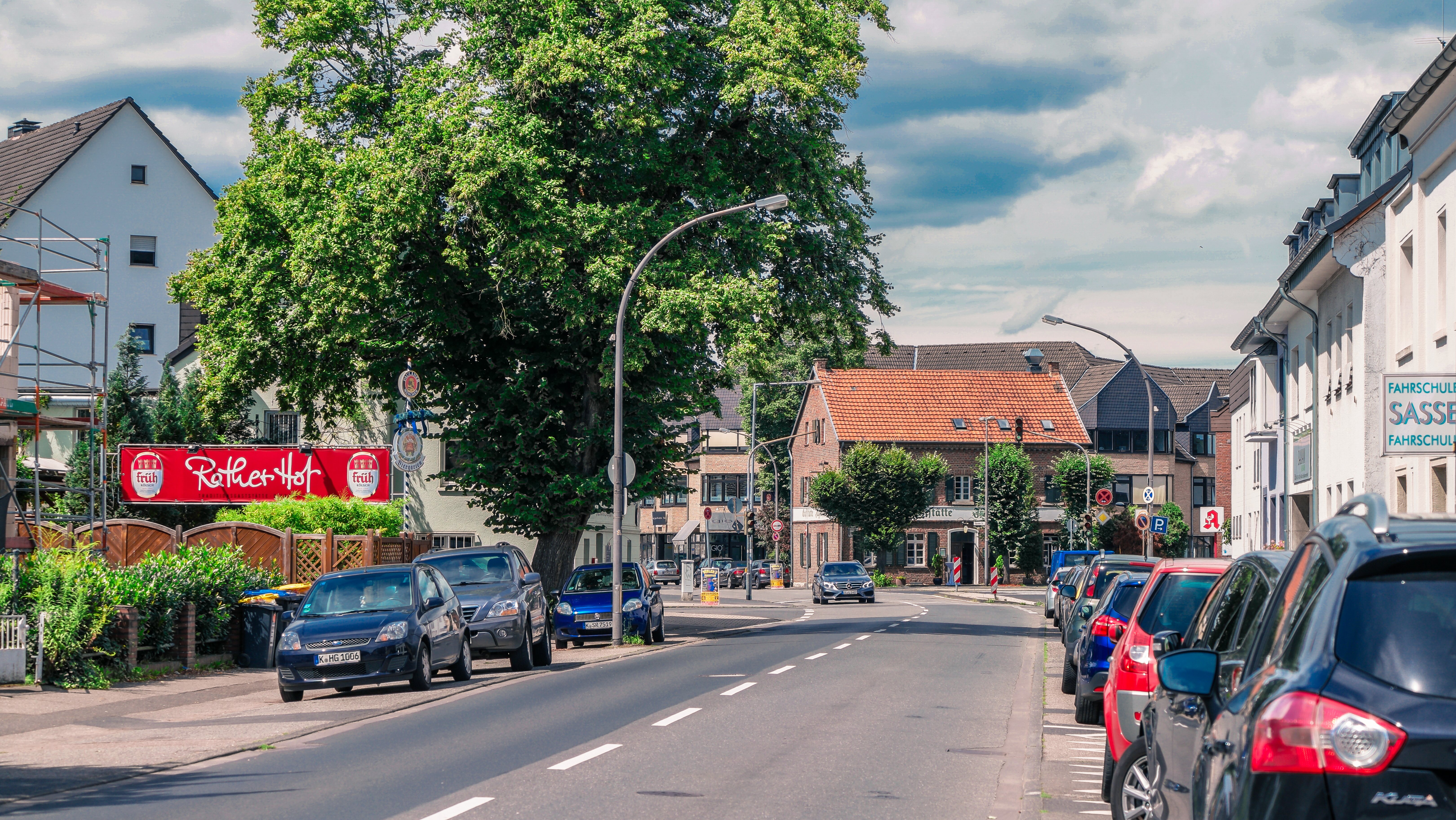
Hauptverkehrsstraße in Rath/Heumar

Nach 1900 stieg die Einwohnerzahl sprunghaft an, u. a. wegen der Industrialisierung im rechtsrheinischen. Die wirtschaftliche Orientierung änderte sich. Siedlungen entstanden wie die seit 1920 gebaute Siedlung Königsforst (auch als „Göttersiedlung“ bekannt – aufgrund der nach germanischen Gottheiten benannten Straßen). Auf gleicher Höhe befindet sich auch die „Schmitzebud“. Dieser 1898 erbaute Imbiss ist zentraler Treffpunkt der Radsportbegeisterten und wurde 2008/2009 in einer Rettungsaktion, an der u. a. auch Radsportprofi Rolf Wolfshohl teilnahm, vor dem Abriss bewahrt und wiedereröffnet. Die Rösrather Straße wird zunehmend zum Zentrum von Handel, Gewerbe und Gastronomie. Das Wahrzeichen Rath/Heumars ist der „Alte Turm“, der Rest der kleinen romanischen Kirche von 1147, die an der Ortsgrenze auf einer Anhöhe im Winkel beider Maare steht. Daher der Name Heumar (kölsch: Hömer), die Höhe am Maar.
Die Barockkapelle des Hauses Rath der Familie von Stein an der Lützerathstraße aus dem Jahre 1741 ist das älteste Bauwerk Raths. Der Name Rath (kölsch: Rod (mit offenem o)) lässt sich von Rodung ableiten. Seit Jahrhunderten ist Rath/Heumar als Wallfahrtsort berühmt und weitbekannt. Besonders zum Patronatsfest im September zogen aus der nahen und weiten Umgebung Prozessionen zum hl. Cornelius. Die Pilger riefen den Heiligen um Fürbitte bei Fallsucht (Epilepsie) und Nervenleiden an. Die größte und meistbesuchte Kirmes im Umland war in Rath/Heumar. Im Zentrum standen Buden und Karussells, auf die Besucher warteten dort 4 Säle und 9 Wirtschaften.
Da es sich ursprünglich um zwei verschiedene Orte handelte, gibt es zwei katholische Pfarreien.
Die Pfarrkirche St. Cornelius in Heumar wurde 1833/34 erbaut. 1880/81, sowie 1887 wurde sie erweitert. Sie wurde 2016 für 600.000 Euro im Rahmen einer viermonatigen Renovierung vollumfänglich modernisiert. Von der alten Corneliuskirche zeugt noch der romanische Turm.
Die Pfarrkirche „Zum Göttlichen Erlöser“ in Rath wurde von Fritz Schaller 1953/55 erbaut.
An der Ecke Erlöserkirchstraße/Im Wasserblech in Rath befindet sich die evangelische Versöhnungskirche. In Heumar hat außerdem seit geraumer Zeit eine hinduistische Gemeinde im Industriegebiet ihren Sitz.

## Dialekte
In Rath/Heumar dominieren unter Dialektsprechern hauptsächlich die zentralripuarischen Dialekte, hauptsächlich in Form des Landkölschen. Die im vor allem im Stadtkölschen vorkommenden gerundeten Vokal-Phoneme /⁠o⁠/ und /⁠ø⁠/ werden dabei meist gerundet ausgesprochen und kommen oft den Phonen [⁠u] und [⁠y] nahe. Durch Zuzug von Bürgern aus dem restlichen Kölner Stadtgebiet finden sich im Ort allerdings auch zunehmend Stadtkölsche Dialekte, welche das Landkölsche teilweise verdrängen. Durch die Herrschaft der Wittelsbacher im Herzogtum Berg von 1614–1806 finden sich als regionale Besonderheit unter Alteingesessenen auch noch stark vereinzelt Sprecher von divers abgewandelten altbayerischen sowie ostpfälzischen Dialekten, teilweise auch vermischt mit Elementen des Landkölschen. Generell ist allerdings auch in Rath/Heumar eine starke Verdrängung der Dialekte durch das Standarddeutsche oder das Sprechen eines oftmals stark abgemilderten rheinischen Regiolekts festzustellen.